# Copa de baloncesto de Alemania 2020
La 53ª edición de la Copa de baloncesto de Alemania (en alemán Deutscher Pokalsieger y conocida popularmente como BBL-Pokal) celebró la final en Berlín el 16 de febrero de 2020. El campeón fue el Alba Berlin, que lograba así su décimo trofeo.

## Clasificación
Se clasificaron para disputar la copa los 16 primeros clasificados de la Basketball Bundesliga 2018-19.
| Pos. | Equipo                        | PJ | G  | P  | PF   | PC   | DP   | Pts | Clasificación |
| ---- | ----------------------------- | -- | -- | -- | ---- | ---- | ---- | --- | ------------- |
| 1    | Bayern Munich                 | 34 | 31 | 3  | 3019 | 2598 | +421 | 62  | Clasificados  |
| 2    | EWE Baskets Oldenburg         | 34 | 28 | 6  | 3157 | 2782 | +375 | 56  | Clasificados  |
| 3    | Alba Berlin                   | 34 | 27 | 7  | 3125 | 2742 | +383 | 54  | Clasificados  |
| 4    | Rasta Vechta                  | 34 | 24 | 10 | 2978 | 2809 | +169 | 48  | Clasificados  |
| 5    | Brose Bamberg                 | 34 | 22 | 12 | 3010 | 2880 | +130 | 44  | Clasificados  |
| 6    | ratiopharm Ulm                | 34 | 20 | 14 | 2975 | 2896 | +79  | 40  | Clasificados  |
| 7    | Telekom Baskets Bonn          | 34 | 18 | 16 | 2932 | 2955 | −23  | 36  | Clasificados  |
| 8    | Basketball Löwen Braunschweig | 34 | 17 | 17 | 2890 | 2853 | +37  | 34  | Clasificados  |
| 9    | s.Oliver Würzburg             | 34 | 17 | 17 | 2773 | 2822 | −49  | 34  | Clasificados  |
| 10   | MHP Riesen Ludwigsburg        | 34 | 16 | 18 | 2880 | 2899 | −19  | 32  | Clasificados  |
| 11   | Fraport Skyliners             | 34 | 16 | 18 | 2688 | 2794 | −106 | 32  | Clasificados  |
| 12   | Medi Bayreuth                 | 34 | 14 | 20 | 2897 | 2978 | −81  | 28  | Clasificados  |
| 13   | Gießen 46ers                  | 34 | 13 | 21 | 3065 | 3192 | −127 | 26  | Clasificados  |
| 14   | BG Göttingen                  | 34 | 11 | 23 | 2699 | 2828 | −129 | 22  | Clasificados  |
| 15   | Mitteldeutscher BC            | 34 | 10 | 24 | 2879 | 3053 | −174 | 20  | Clasificados  |
| 16   | Crailsheim Merlins            | 34 | 9  | 25 | 2829 | 3091 | −262 | 18  | Clasificados  |
| 17   | Eisbären Bremerhaven          | 34 | 8  | 26 | 2746 | 2969 | −223 | 16  |               |
| 18   | Science City Jena             | 34 | 5  | 29 | 2640 | 3039 | −399 | 10  |               |

 Fuente: Beko BBL
Criterios de clasificación: 1) Puntos; 2) Enfrentamiento directo; 3) Puntos de diferencia; 4) Puntos anotados.

## Rondas y fechas
| Ronda            | Sorteo                   | Fechas                                         |
| ---------------- | ------------------------ | ---------------------------------------------- |
| Octavos de final | 23 de mayo de 2019       | 28–29 de octubre de 2019 14 de octubre de 2019 |
| Cuartos de final | 29 de septiembre de 2019 | 14-15 de diciembre de 2019                     |
| Semifinales      | 15 de diciembre de 2019  | 12 de enero de 2020                            |
| Final            |                          | 16 de febrero de 2020                          |

## Octavos de final
| 28 de septiembre de 2019 | Alba Berlin                                                          | 92–81                                 | s.Oliver Würzburg                                          | |  |
| 18:00                    | Parciales: 25–19, 24–28, 17–14, 26–20                                | Parciales: 25–19, 24–28, 17–14, 26–20 | Parciales: 25–19, 24–28, 17–14, 26–20                      | |  |
|                          | Estadísticas Marcus Eriksson 19 Nnoko, Sikma 6 Martin Hermannsson 10 | Reporte Pts Reb Asts                  | Estadísticas Jordan Hulls 18 Luke Fischer 7 Luke Fischer 5 | Pabellón: Mercedes-Benz Arena, Berlin Asistencia: 7,233 espectadores Árbitros: Robert Lottermoser, Oliver Krause, Dennis Sirowi |  |

| 28 de septiembre de 2019 | ratiopharm Ulm                                              | 88–71                                 | Rasta Vechta                                                     | |  |
| 18:00                    | Parciales: 29–19, 27–14, 16–14, 16–24                       | Parciales: 29–19, 27–14, 16–14, 16–24 | Parciales: 29–19, 27–14, 16–14, 16–24                            | |  |
|                          | Estadísticas Zoran Dragić 16 Derek Willis 7 Hayes, Willis 5 | Reporte Pts Reb Asts                  | Estadísticas Trevis Simpson 14 Michael Kessens 9 Kamari Murphy 4 | Pabellón: Arena Ulm/Neu-Ulm, Ulm Asistencia: 5,907 espectadores Árbitros: Clemens Firtz, Christof Madinger, Enrico Streit |  |

| 28 de septiembre de 2019 | Mitteldeutscher BC                                                         | 91–79                                 | medi Bayreuth                                                  | |  |
| 20:30                    | Parciales: 25–17, 27–23, 25–18, 14–21                                      | Parciales: 25–17, 27–23, 25–18, 14–21 | Parciales: 25–17, 27–23, 25–18, 14–21                          | |  |
|                          | Estadísticas Strahinja Mićović 14 Cameron Jackson 7 Kajami-Keane, Warren 6 | Reporte Pts Reb Asts                  | Estadísticas James Woodard 23 Evan Bruinsma 7 James Robinson 7 | Pabellón: Stadthalle Weißenfels, Weißenfels Asistencia: 2,100 espectadores Árbitros: Carsten Straube, Steve Bittner, Dominik Bejaoui |  |

| 28 de septiembre de 2019 | MHP Riesen Ludwigsburg                                                   | 87–90                                 | Basketball Löwen Braunschweig                                       | |  |
| 20:30                    | Parciales: 25–32, 16–17, 30–18, 16–23                                    | Parciales: 25–32, 16–17, 30–18, 16–23 | Parciales: 25–32, 16–17, 30–18, 16–23                               | |  |
|                          | Estadísticas Khadeen Carrington 26 Nick Weiler-Babb 7 Nick Weiler-Babb 4 | Reporte Pts Reb Asts                  | Estadísticas Scott Eatherton 26 Scott Eatherton 6 Scott Eatherton 4 | Pabellón: Arena Ludwigsburg, Ludwigsburg Asistencia: 2,168 espectadores Árbitros: Moritz Reiter, Tamer Arik, Michael Gutting |  |

| 29 de septiembre de 2019 | Fraport Skyliners                                                  | 74–79                                 | BG Göttingen                                                  | |  |
| 15:00                    | Parciales: 19–22, 17–19, 26–15, 12–23                              | Parciales: 19–22, 17–19, 26–15, 12–23 | Parciales: 19–22, 17–19, 26–15, 12–23                         | |  |
|                          | Estadísticas Lamont Jones 28 Quantez Robinson 8 Quantez Robinson 6 | Reporte Pts Reb Asts                  | Estadísticas Mihajlo Andrić 21 Daruis Carter 7 Bennet Hundt 5 | Pabellón: Fraport Arena, Frankfurt Asistencia: 4,900 espectadores Árbitros: Martin Matip, Nesa Kovačević, Julian Groll |  |

| 29 de septiembre de 2019 | Crailsheim Merlins                                    | 75–86                                 | EWE Baskets Oldenburg                                                  | |  |
| 15:00                    | Parciales: 22–26, 21–27, 16–16, 16–17                 | Parciales: 22–26, 21–27, 16–16, 16–17 | Parciales: 22–26, 21–27, 16–16, 16–17                                  | |  |
|                          | Estadísticas Jan Špan 21 Jan Špan 6 DeWayne Russell 6 | Reporte Pts Reb Asts                  | Estadísticas Rickey Paulding 17 Rašid Mahalbašić 9 Rašid Mahalbašić 10 | Pabellón: Arena Hohenlohe, Crailsheim Asistencia: 2,014 espectadores Árbitros: Benjamin Barth, Zulfikar Oruzgani, Andreas Bohn |  |

| 29 de septiembre de 2019 | Gießen 46ers                                                  | 66–72                                 | Brose Bamberg                                                | |  |
| 18:00                    | Parciales: 19–19, 18–17, 14–19, 13–17                         | Parciales: 19–19, 18–17, 14–19, 13–17 | Parciales: 19–19, 18–17, 14–19, 13–17                        | |  |
|                          | Estadísticas Stephen Brown 18 Luke Petrasek 7 Brown, Thomas 3 | Reporte Pts Reb Asts                  | Estadísticas Assem Marei 17 Marei, Sengfelder 10 Paris Lee 7 | Pabellón: Sporthalle Gießen-Ost, Gießen Asistencia: 2,149 espectadores Árbitros: Anne Panther, Johannes Hack, Moritz Krüper |  |

| 14 de octubre de 2019 | Bayern Munich                                        | 84–85                                 | Telekom Baskets Bonn                                              | |  |
| 20:30                 | Parciales: 22–21, 18–32, 24–10, 20–22                | Parciales: 22–21, 18–32, 24–10, 20–22 | Parciales: 22–21, 18–32, 24–10, 20–22                             | |  |
|                       | Estadísticas Maodo Lô 19 Danilo Barthel 5 Maodo Lô 3 | Reporte Pts Reb Asts                  | Estadísticas Breunig, Saibou 14 Breunig, DiLeo 5 Joshiko Saibou 6 | Pabellón: Audi Dome, Munich Asistencia: 3,914 espectadores Árbitros: Robert Lottermoser, Christof Madinger, Gentian Cici |  |

## Cuartos de final
Los partidos se disputaron entre el 14 y el 15 de diciembre de 2019.
| 14 de diciembre de 2019 | Basketball Löwen Braunschweig                                     | 69–80                                 | Brose Bamberg                                                  | |  |
| 18:00                   | Parciales: 13–16, 15–22, 18–18, 23–24                             | Parciales: 13–16, 15–22, 18–18, 23–24 | Parciales: 13–16, 15–22, 18–18, 23–24                          | |  |
|                         | Estadísticas Lucca Staiger 14 Scott Eatherton 9 Trevor Releford 4 | Reporte Pts Reb Asts                  | Estadísticas Christian Sengfelder 22 Assem Marei 9 Paris Lee 6 | Pabellón: Volkswagen Halle, Braunschweig Asistencia: 3,057 espectadores Árbitros: Robert Lottermoser, Carsten Straube, Moritz Krüper |  |

| 14 de diciembre de 2019 | ratiopharm Ulm                                              | 86–80                                 | BG Göttingen                                                    | |  |
| 20:30                   | Parciales: 26–21, 22–12, 22–29, 16–18                       | Parciales: 26–21, 22–12, 22–29, 16–18 | Parciales: 26–21, 22–12, 22–29, 16–18                           | |  |
|                         | Estadísticas Zoran Dragić 22 Derek Willis 6 Killian Hayes 4 | Reporte Pts Reb Asts                  | Estadísticas Elias Lasisi 19 Dylan Osetkowski 8 Kyan Anderson 5 | Pabellón: Arena Ulm/Neu-Ulm, Ulm Asistencia: 5,911 espectadores Árbitros: Moritz Reiter, Benjamin Barth, Christof Madinger |  |

| 15 de diciembre de 2019 | Alba Berlin                                                   | 82–77                                 | Mitteldeutscher BC                                                   | |  |
| 15:00                   | Parciales: 17–24, 10–15, 29–19, 26–19                         | Parciales: 17–24, 10–15, 29–19, 26–19 | Parciales: 17–24, 10–15, 29–19, 26–19                                | |  |
|                         | Estadísticas Marcus Eriksson 18 Landry Nnoko 10 Peyton Siva 5 | Reporte Pts Reb Asts                  | Estadísticas Kaza Kajami-Keane 28 Kaza Kajami-Keane 9 Jovan Novak 10 | Pabellón: Mercedes-Benz Arena, Berlin Asistencia: 8,344 espectadores Árbitros: Robert Lottermoser, Oliver Krause, Steve Bittner |  |

| 15 de diciembre de 2019 | Telekom Baskets Bonn                                               | 81–88                                 | EWE Baskets Oldenburg                                                | |  |
| 18:00                   | Parciales: 12–16, 22–20, 13–23, 34–29                              | Parciales: 12–16, 22–20, 13–23, 34–29 | Parciales: 12–16, 22–20, 13–23, 34–29                                | |  |
|                         | Estadísticas Branden Frazier 19 Breunig, Polas 5 Branden Frazier 3 | Reporte Pts Reb Asts                  | Estadísticas Rašid Mahalbašić 17 Rašid Mahalbašić 11 Braydon Hobbs 5 | Pabellón: Telekom Dome, Bonn Asistencia: 4,600 espectadores Árbitros: Anne Panther, Martin Matip, Nesa Kovačević |  |

## Semifinales
El sorteo se realizó el 15 de diciembre de 2019. Los partidos se disputaron el 12 de enero de 2020.
| 12 de enero de 2020 | ratiopharm Ulm                                                       | 76–84                                 | EWE Baskets Oldenburg                                              | |  |
| 15:00               | Parciales: 17–19, 27–26, 16–22, 16–17                                | Parciales: 17–19, 27–26, 16–22, 16–17 | Parciales: 17–19, 27–26, 16–22, 16–17                              | |  |
|                     | Estadísticas Harvey, Jerrett 13 Schilling, Willis 6 Dragić, Harvey 5 | Reporte Pts Reb Asts                  | Estadísticas Rickey Paulding 21 Braydon Hobbs 7 Rašid Mahalbašić 5 | Pabellón: Arena Ulm/Neu-Ulm, Ulm Asistencia: 6,108 espectadores Árbitros: Robert Lottermoser, Moritz Reiter, Clemens Fritz |  |

| 12 de enero de 2020 | Brose Bamberg                                                  | 66–82                                | Alba Berlin                                                   | |  |
| 18:00               | Parciales: 15–18, 21–24, 7–28, 23–12                           | Parciales: 15–18, 21–24, 7–28, 23–12 | Parciales: 15–18, 21–24, 7–28, 23–12                          | |  |
|                     | Estadísticas Bryce Taylor 15 Kameron Taylor 6 Kameron Taylor 6 | Reporte Pts Reb Asts                 | Estadísticas Rokas Giedraitis 16 Nnoko, Sikma 6 Nnoko, Siva 5 | Pabellón: Brose Arena, Bamberg Asistencia: 5,775 espectadores Árbitros: Anne Panther, Martin Matip, Toni Rodriguez |  |

## Final
La final se disputó el 16 de febrero de 2020.
| 16 de febrero de 2020 | Alba Berlin                                                    | 89–67                                | EWE Baskets Oldenburg                                               |                                                                                              |  |
| 20:30                 | Parciales: 19–20, 21–23, 25–8, 24–16                           | Parciales: 19–20, 21–23, 25–8, 24–16 | Parciales: 19–20, 21–23, 25–8, 24–16                                |                                                                                              |  |
|                       | Estadísticas Martin Hermannsson 20 Luke Sikma 11 Sikma, Siva 6 | Reporte Pts Reb Asts                 | Estadísticas Braydon Hobbs 17 Rašid Mahalbašić 10 Rickey Paulding 3 | Pabellón: Mercedes-Benz Arena, Berlin Árbitros: Anne Panther, Toni Rodriguez, Benjamin Barth |  |